# Metella Raboni
Metella Raboni (Rimini, 17 ottobre 1961) è una costumista italiana.

## Biografia
Metella Raboni ha rivestito il ruolo di costumista per numerosi progetti televisivi e cinematografici.
Ha ricevuto il premio per i migliori costumi al Festival Pianeta Donna 2024 e diverse nomination al Nastro d'argento per i migliori costumi, come nel caso di Luna rossa di Antonio Capuano e Tre mogli di Marco Risi.
Tra le sue creazioni più popolari, i costumi de I Cesaroni, Morte di un matematico napoletano e L'amore molesto.
In teatro ha lavorato con Mario Martone, Ninni Bruschetta, Marco Parodi, Toni Servillo, Francesco Suriano, Antonino Iuorio, Daria Deflorian e Antonio Tagliarini

## Filmografia

### Cinema
- Lorenzo va in letargo, Regia di Enzo De Carolis (1990)
- Morte di un matematico napoletano, Regia di Mario Martone (1991)
- Il tuffo, Regia di Massimo Martella (1992)
- Nessuno, Regia di Francesco Calogero (1993)
- Estasi, Regia di Peter Extacoustos e Maria Carmela Cicinnati (1993)
- Rasoi, Regia di Mario Martone (1993)
- The slaughter of the cock, Regia di Andreas Pantzis (1994)
- Il branco, Regia di Marco Risi (1994)
- L'amore molesto, Regia di Mario Martone (1994)
- Il verificatore, Regia di Stefano Incerti (1995)
- Marciando nel buio, Regia di Massimo Spano (1995)
- La mia generazione, Regia di Wilma Labate (1996)
- Il bagno turco, Regia di Ferzan Özpetek (1996)
- Elvjs e Merilijn, Regia di Armando Manni (1997)
- I vesuviani, Regia di Stefano Incerti (1997)
- La vita per un'altra volta, Regia di Domenico Astuti (1998)
- Prima la musica, poi le parole, Regia di Fulvio Wetzl (1998)
- Prima del tramonto, Regia di Stefano Incerti (1998)
- Controvento, Regia di Peter Del Monte (1999)
- Domenica, Regia di Wilma Labate (2000)
- Le sciamane, Regia di Anne Riita Ciccone (2000)
- Tre mogli, Regia di Marco Risi (2001)
- Luna rossa, regia di Antonio Capuano (2001)
- Prendimi e portami via, Regia di Tonino Zangardi (2003)
- Mineurs, Regia di Fulvio Wetzl (2007)
- La ragazza ha volato, Regia di Wilma Labate (2021)
- “Pasquale Rotondi, un eroe italiano” Regia di Roberto Dordit (2024) 
Cortometraggi  “Stabat mater” Regia di Francesco Andretta (2023)  “Quei due” Regia di Wilma Labate  (2021)  Winner of the award for best costume at the Festival Pianeta Donna, Rome (2024) “Laggiù” Regia di Cristian De Matteis (2004)  “Banana Splatter” Regia di Anne Riitta Ciccone (1999)  “Il mare di sotto” Regia di Sandro Dionisio (1998)
- “Colpo di testa”  Regia di Oliver Gerard (1996)

### Televisione
- Diario Napoletano, Regia dei Francesco Rosi (1992)
- Le madri, Regia di Angelo Longoni (1999)
- Le ragioni del cuore, Regia di Luca Manfredi (2002)
- Un posto tranquillo, regia di Luca Manfredi  (2002)
- Raccontami una storia, Regia di Riccardo Donna (2003)
- Un posto tranquillo 2, Regia di Claudio Norza (2004)
- I Cesaroni 1, Regia di Francesco Vicario (2007)
- I Cesaroni 2, Regia di Francesco Vicario (2008)
- I Cesaroni 3, Regia di Stefano Vicario (2009)
- I Cesaroni 4, Regia di Stefano Vicario (2010)
- The promise regia di Mohammad Khiari (2022)

Teatro
Avremo ancora l’occasione di ballare insieme  di Deflorian/Tagliarini (2021)
Sovraimpressioni  Regia di Deflorian/Tagliarini (2021)
Chi ha ucciso mio padre  Regia di Deflorian /Tagliarini (2020)          
Cresci bene, cresci forte Regia di Francesca Romana Miceli (2019)       
Quasi niente Deflorian /Tagliarini (2018)       
Houses Regia di Ferdinando Ceriani (2018)
Se tu avessi parlato, Desdemona Regia di Enrica Ross (2017)
Il cielo non è un fondale Regia di Deflorian/Tagliarin (2016)
Il misantropo Regia di Adriana Martino (2016)
Brutto Regia di Adriana Martino (2016)
Il grande male Regia di Sargis Galstyan (2015)
Le intellettuali Regia di Adriana Martino (2014)
Maledetto nei secoli dei secoli l'amore Regia di Renata Palminiello (2013)
Stazione del tempo perso Regai di Riccardo Diana (2012)
Rebellio Patroni Regia di Paolo Consorti (2011)
Camminare sul fuoco Regia di Antonino Iuorio  (2010)
Manhattan Medea Regia di Antonino Iuorio (2008)
Hinkemann Regia di Antonino Iuorio (2008)
L'ospite desiderato Regia di Ninni Bruschertta (2007)
Talem Regia di Antonino Iuorio (2007)
L'istruttoria Regia di Ninni Bruschetta (2006)
Le cose sottili nell'aria Regia di Antonino Iuorio (2006)
Plautus Regia di Antonino Iuorio (2006)
Apocalisse nell'arte Regia di Antonino Iuorio (2005)
Maratona di New York Regia di Ninni Bruschetta (2005)
Don Giovanni involontario Regia di Ninni Bruschetta (2005)
L'arrobbafumo Regia di Francesco Suriano (2004)
Tutto scorre Regia di Antonino Iuorio (2003)
Beatitudine e patimento Regia di Ninni Bruschetta (1994)
I carabinieri Regia di Ninni Bruschetta (1993)
Terremoto con madre e figlia Regia di Mario Martone (1993)
Il leone Regia di Marco Parodi (1993)
Adramelech Regia di Giorgio Barberio Corsetti (1993)
Riccardo II Regia di Mario Martone (1993)
Carne Regia di Valter Malosti (1992)
La trasfigurazione di Benno il ciccione Regia di Valter Malosti
Rasoi Regia di Mario Martone (1991)
Woyzech Regia di Mario Martone (1989)
Symbionty IV Regia di Mario Martone (1988)
Galena blanca (1987)
Accelerazione Regia di Antonino Iuorio (1986)
Alexis Regia di Antonino Iuorio (1966)